# Titularbistum Victoriana
Victoriana war eine antike Stadt in der römischen Provinz Byzacena bzw. Africa proconsularis in der Sahelregion von Tunesien.
Victoriana (ital.: Vittoriana) ist ein ehemaliges Bistum der römisch-katholischen Kirche und heute ein Titularbistum.
| Titularbischöfe von Victoriana |                                                                |                                   |                   |                   |
| Nr.                            | Name                                                           | Amt                               | von               | bis               |
| 1                              | José Gabriel Calderón Contreras                                | Weihbischof in Bogotá (Kolumbien) | 18. Dezember 1958 | 26. April 1962    |
| 2                              | Carlo Colombo                                                  | Weihbischof in Mailand (Italien)  | 7. März 1964      | 11. Februar 1991  |
| 3                              | Cesare Nosiglia                                                | Weihbischof in Rom (Italien)      | 6. Juli 1991      | 19. Juli 1996     |
| 4                              | Mauro Piacenza seit 7. Mai 2007 Titularerzbischof pro hac vice | Kurienbischof / Kurienerzbischof  | 13. Oktober 2003  | 20. November 2010 |
| 5                              | Giuseppe Sciacca                                               | Kurienbischof                     | 3. September 2011 | 10. November 2012 |
| 6                              | Ettore Balestrero Titularerzbischof pro hac vice               | Apostolischer Nuntius             | 22. Februar 2013  |                   |